# Lucas Sebastián Haedo
Lucas Sebastián Haedo (Chascomús, Buenos Aires, 18 d'abril de 1983) és un ciclista argentí professional des de l'any 2007, actualment corre per l'equip UnitedHealthcare. Fill de Juan Carlos Haedo i germà de Juan José Haedo, els 2 també ciclistes.
Especialista en esprint, de moment els seus majors èxits els ha aconseguit en proves disputades a l'UCI Amèrica Tour.

## Palmarès
- 2004
  - 1r al Gran Premi Macario
- 2005
  - Vencedor de 2 etapes de la Volta a Lleó
  - Vencedor d'una etapa de la Volta a Segòvia
- 2008
  - 1r a la US Air Cycling Force Classic
- 2009
  - Vencedor d'una etapa del Tour de San Luis
  - Vencedor d'una etapa del Tour de Gila
  - Vencedor d'una etapa del Tour d'Elk Grove
  - Vencedor de 2 etapes del Nature Valley Grand Prix
- 2014
  - Vencedor d'una etapa del Tour de Tailàndia
- 2015
  - Vencedor de 2 etapes del Redlands Bicycle Classic
  - Vencedor d'una etapa de la Joe Martin Stage Race
  - Vencedor d'una etapa al Tour de Gila
- 2016
  - Vencedor d'una etapa de la Joe Martin Stage Race
  - Vencedor de 2 etapes de la Volta a Colòmbia
- 2017
  - Vencedor d'una etapa de la Joe Martin Stage Race

### Resultats al Giro d'Itàlia
- 2010. 128è de la classificació general
- 2012. 128è de la classificació general

### Resultats a la Volta a Espanya
- 2013. 139è de la classificació general